# Список країн з кількома столицями

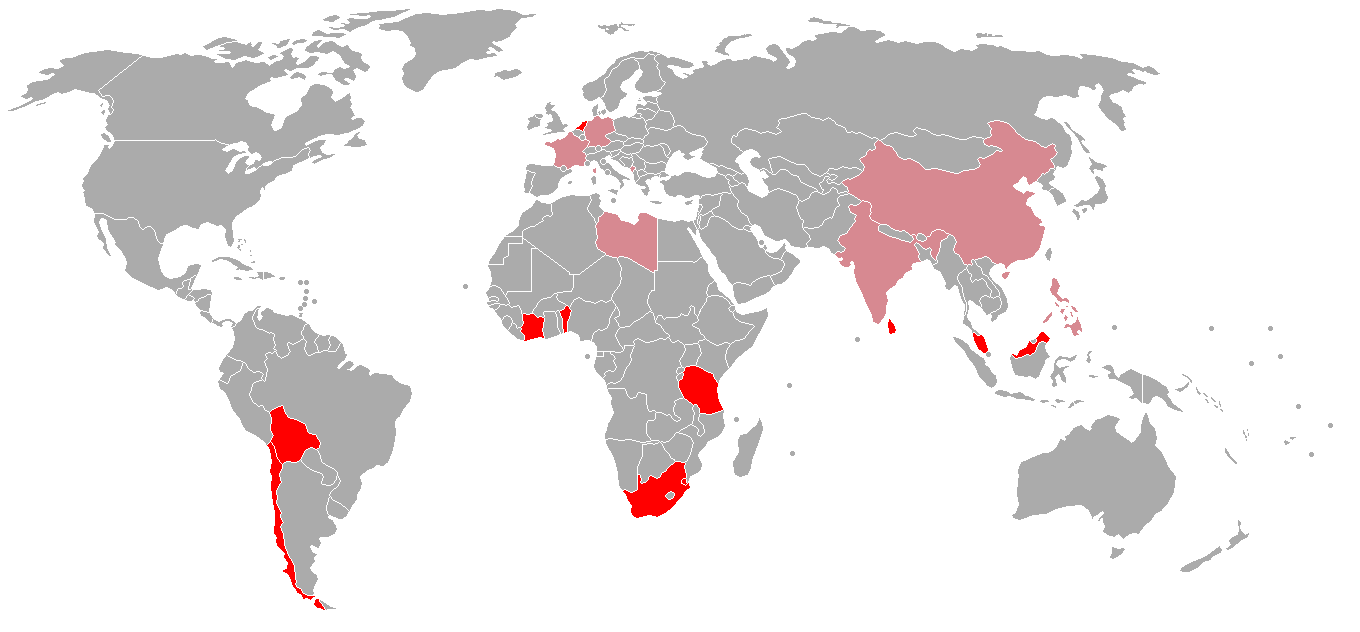
Країни з кількома столицями на карті світу

Деякі країни мають більше однієї столиці. Як правило, одна столиця слугує резиденцією уряду (виконавчої гілки влади), а друга — резиденцією парламенту (законодавчої гілки влади) чи верховного суду країни (судової влади).

## Сучасні країни з кількома столицями
| Країна                     | Столиці                   | Примітки                                                                                                 |
| -------------------------- | ------------------------- | --- |
| Бенін                      | Порто-Ново                | Офіційна столиця                                                                                         |
| Бенін                      | Котону                    | Фактична резиденція уряду                                                                                |
| Болівія                    | Сукре                     | Столиця країни згідно з конституцією; резиденція Верховного суду                                         |
| Болівія                    | Ла-Пас                    | Резиденція уряду і парламенту                                                                            |
| Кот-д'Івуар                | Ямусукро                  | Офіційна столиця                                                                                         |
| Кот-д'Івуар                | Абіджан                   | Фактична резиденція уряду                                                                                |
| Малайзія                   | Куала-Лумпур              | Офіційна столиця; резиденція парламенту                                                                  |
| Малайзія                   | Путраджая                 | Резиденція уряду та Верховного суду                                                                      |
| Нідерланди                 | Амстердам                 | Столиця згідно з конституцією                                                                            |
| Нідерланди                 | Гаага                     | Фактична резиденція уряду, парламенту, Верховного суду та королівського двору                            |
| ПАР                        | Преторія                  | Резиденція уряду                                                                                         |
| ПАР                        | Кейптаун                  | Резиденція парламенту                                                                                    |
| ПАР                        | Блумфонтейн               | Резиденція Верховного суду                                                                               |
| Росія                      | Москва                    | Офіційна столиця                                                                                         |
| Росія                      | Санкт-Петербург           | Резиденція Конституційного суду                                                                          |
| Есватіні                   | Мбабане                   | Адміністративна столиця                                                                                  |
| Есватіні                   | Лобамба                   | Резиденція парламенту і королівського двору                                                              |
| Республіка Китай (Тайвань) | Нанкін                    | Столиця згідно з конституцією; знаходиться в континентальному Китаї за межами Тайваню                    |
| Республіка Китай (Тайвань) | Тайбей                    | Фактична «тимчасова» столиця (у зв'язку з «окупацією» континентальної частини країни)                    |
| Танзанія                   | Додома                    | Офіційна столиця                                                                                         |
| Танзанія                   | Дар-ес-Салам              | Фактична резиденція уряду                                                                                |
| Чилі                       | Сантьяго                  | Офіційна столиця; резиденція уряду та Верховного суду                                                    |
| Чилі                       | Вальпараїсо               | Резиденція парламенту                                                                                    |
| Чорногорія                 | Подгориця                 | Офіційна і фактична столиця (чорн. glavni grad)                                                          |
| Чорногорія                 | Цетинє                    | Стара королівська столиця (чорн. prestonica), історична столиця, яка не виконує ніяких столичних функцій |
| Шрі-Ланка                  | Шрі-Джаяварденепура-Котте | адміністративна столиця                                                                                  |
| Шрі-Ланка                  | Коломбо                   | Комерційна столиця                                                                                       |

Деякі жителі Кіото стверджують, що за теперішнього часу Кіото є столицею Японії разом із Токіо.
Ізраїль вважає своєю єдиною столицею місто Єрусалим. До остаточного врегулювання політичного статусу Єрусалиму більшість країн світу, а також ООН вважають столицею країни Тель-Авів. Тель-Авів слугував тимчасовою фактичною столицею Ізраїлю з травня по грудень 1948 року.
В Німеччині вищі судові органи країни перебувають у Карлсруе, тоді як політичною столицею Німеччини є Берлін. Деякі міністерства досі перебувають у Бонні, колишній столиці Західної Німеччини, який досі має статус «федерального міста».

## Країни, що мали декілька столиць у минулому
Деякі країни мали кілька столиць у минулому, але дотепер зібрали усі столичні функції в єдиному місті.
| Країна               | Роки      | Столиці    | Примітки                                                     |
| -------------------- | --------- | ---------- | ------------------------------------------------------------ |
| Німеччина            | 1990—1999 | Берлін     | Законодавча влада                                            |
| Німеччина            | 1990—1999 | Бонн       | Виконавча влада                                              |
| Індія                | 1912—1947 | Делі       | Зимова столиця                                               |
| Індія                | 1912—1947 | Шімла      | Літня столиця                                                |
| Лівія                | 1951—1969 | Триполі    | Одна з двох офіційних столиць Лівійського королівства        |
| Лівія                | 1951—1969 | Бенгазі    | Одна з двох офіційних столиць Лівійського королівства        |
| Сербія та Чорногорія | 1992—2006 | Белград    | Резиденція уряду та парламенту                               |
| Сербія та Чорногорія | 1992—2006 | Подгориця  | Резиденція верховного суду                                   |
| Філіппіни            | 1910—1948 | Маніла     | Основна столиця                                              |
| Філіппіни            | 1910—1948 | Багіо      | Літня столиця                                                |
| Філіппіни            | 1948—1976 | Кесон-Сіті | Основна столиця                                              |
| Філіппіни            | 1948—1976 | Багіо      | Літня столиця                                                |
| Франція              | 1940—1944 | Париж      | Столиця окупованої Німеччиною частини Франції                |
| Франція              | 1940—1944 | Віші       | Резиденція режиму Віші — колабораціоністського уряду Франції |